# Gà nướng

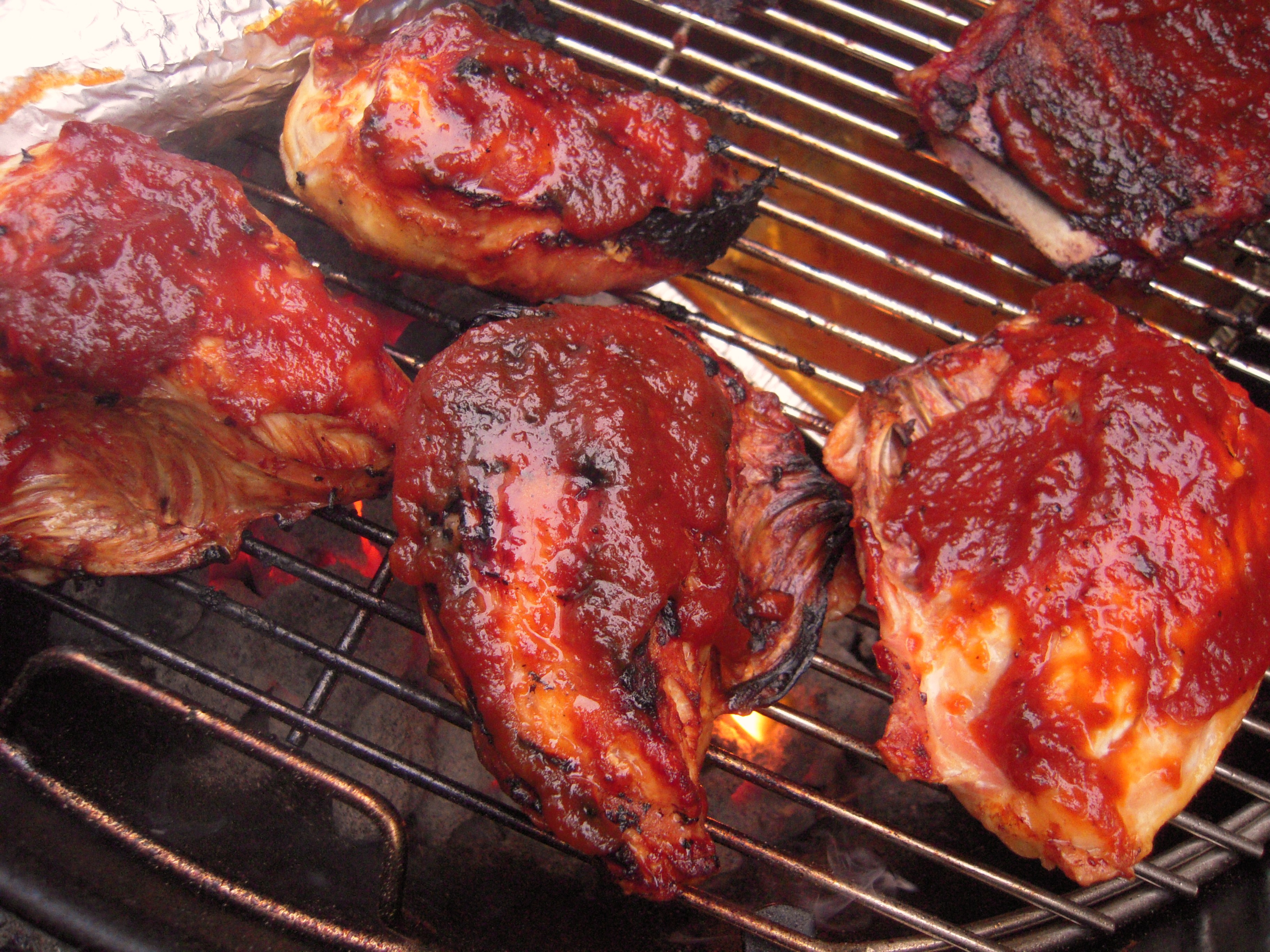
Gà ướp và nướng trên bếp than

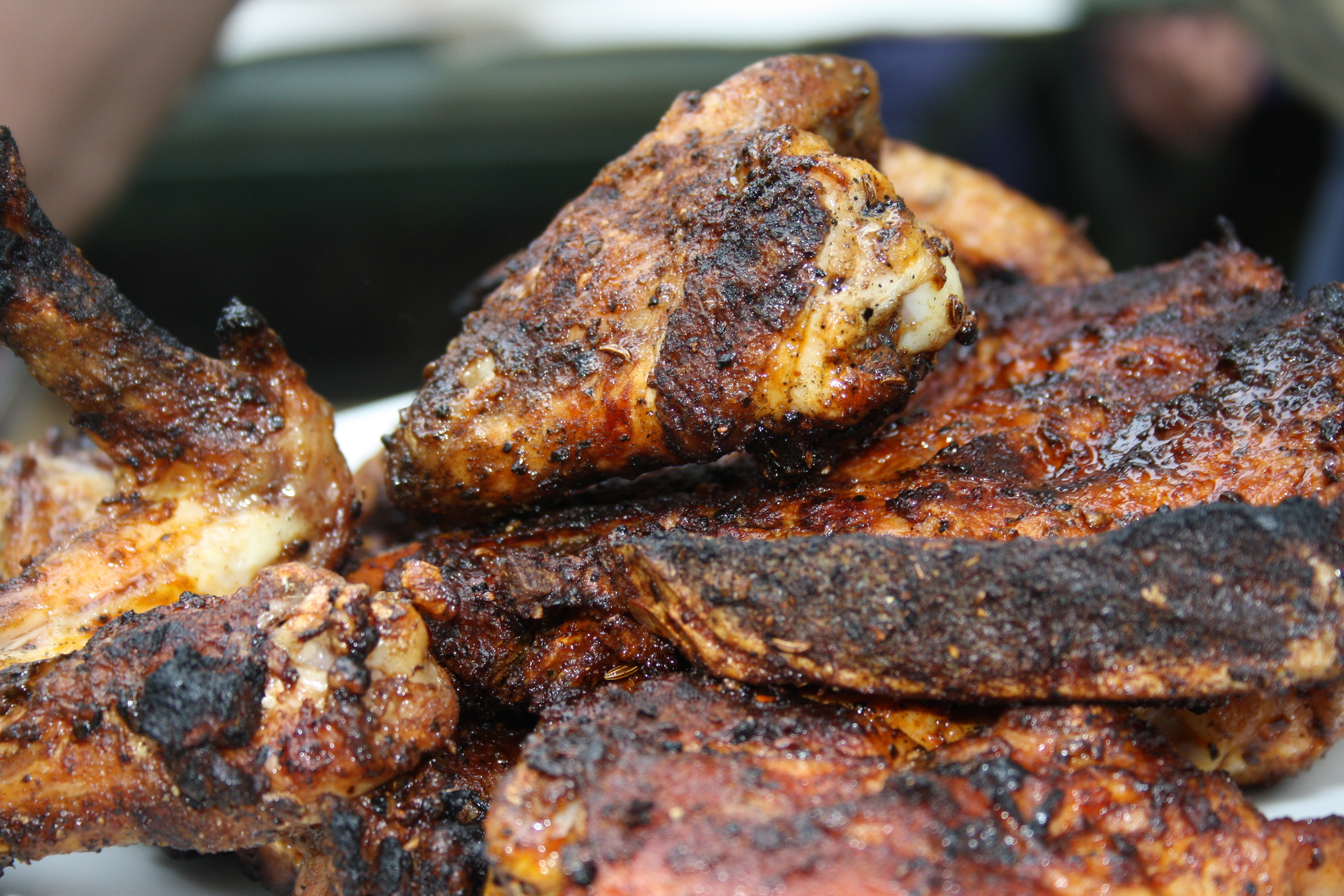
Thịt gà nướng với đặc trưng là cháy xém

Gà nướng hay thịt gà nướng bao gồm các bộ phận của con gà hoặc toàn bộ nguyên con gà được nướng hoặc hun khói (BBQ). Có nhiều kỹ thuật chuẩn bị nấu nướng dành cho món gà nướng này trên khắp toàn cầu và khu vực và theo phong cách nấu ăn. Thịt gà nướng thường được tẩm gia vị hoặc phủ trong một lớp gia vị, hỗn hợp nước sốt thịt nướng, hoặc cả hai, cũng có thể một số nơi chỉ nướng không. Nước xốt cũng được sử dụng để làm mềm thịt và thêm đậm đà hương vị. Gà nướng là một trong những món nướng phổ biến nhất thế giới.

## Một số món

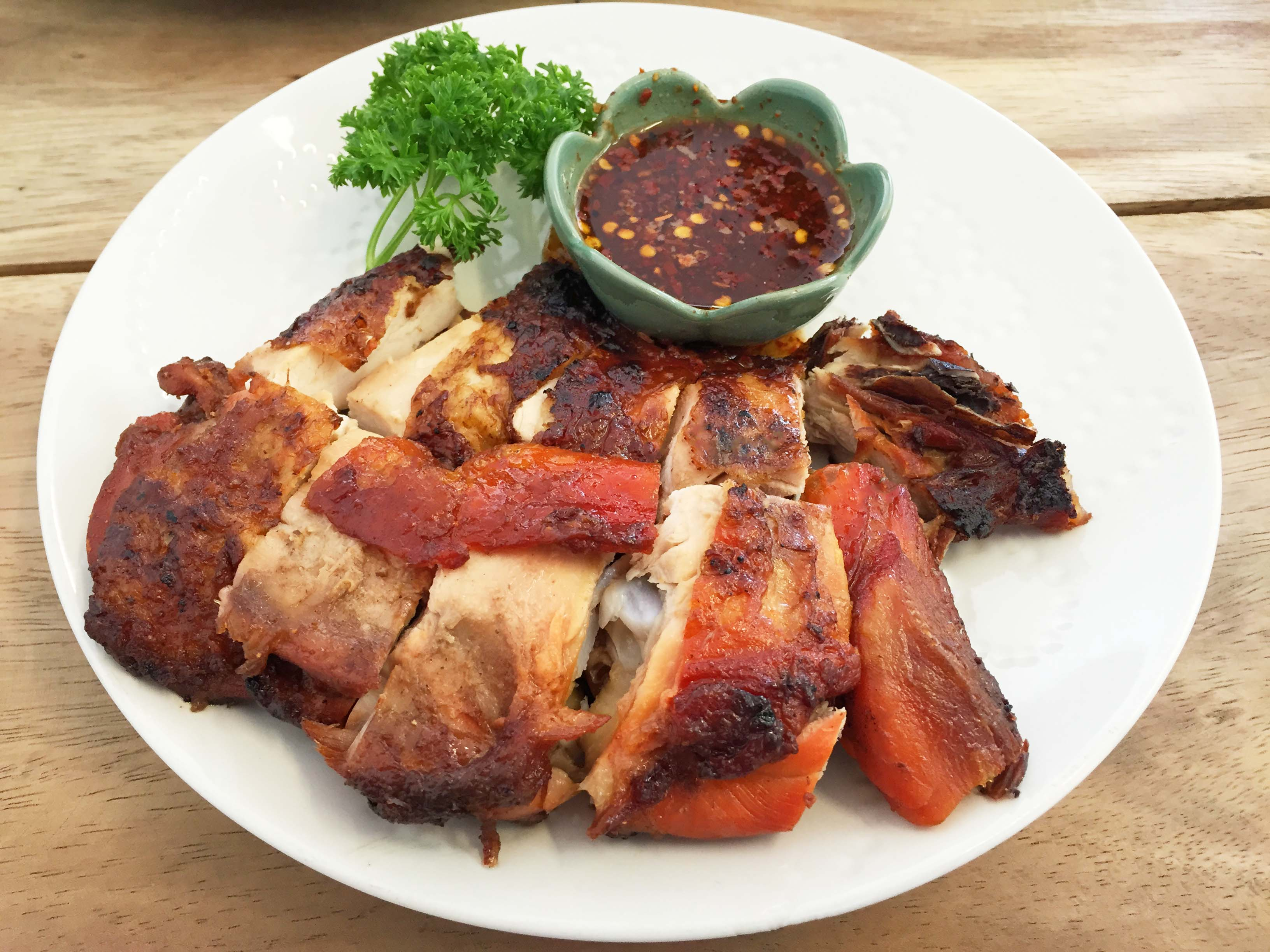
Gà nướng thành phẩm

Ở Ấn Độ có món gà nướng trứ danh là gà nướng lò đất Tandoori là một món ăn hiện đã phổ biến rộng rãi ở Nam Á, Malaysia, Singapore, Indonesia, Trung Đông và phương Tây. Tên gọi món ăn bắt nguồn từ một loại lò nướng đất sét hình trụ, thịt gà được tẩm ướp với sữa chua, ớt bột và nhiều loại gia vị sau đó đem nướng trong lò đất truyền thống đến khi có màu vàng và mùi thơm. Đây là món ăn truyền thống Ấn Độ phổ biến trên toàn thế giới, xuất hiện trong ẩm thực gia đình, nhà hàng và cả thực đơn quốc yến. Ngoài ra món gà Tikka Masala cũng được chế biến với việc ướp với gia vị và sữa chua ít nhất 2 tiếng, rồi trộn cả gà và nước ướp với hành đã được sào trước rồi nướng trong lò khoảng 15 phút cho thịt chín.
Ở Trung Quốc có món gà nướng bình dân gọi là gà nướng đất sét hay còn gọi là Gà ăn mày là một trong những món ăn nổi tiếng ở Chiết Giang – Trung Quốc. Theo người xưa kể rằng có một gã ăn mày vì quá đói bụng nên đã ăn trộm con gà của một nhà dân, do trong lúc hắn đang nhóm lửa thì bất chợt nhận ra vua và cận thần đang đi về phía hắn, quá hoảng loạn hắn lấy vội lá sen cuốn tròn gà lại rồi lấy đất sét xung quanh đắp con gà lại rồi ném vô đống lửa nào ngờ sự tình cờ này đã tạo ra một cách chế biến gà ngon và độc đáo.
Ở Việt Nam, gà nướng là món ăn cũng phổ biến và là đặc sản ở một số nơi, có thể kể đến như gà nướng Bản Đôn là một món ăn dân dã nay đã trở thành món đặc sản khi đến với Bản Đôn. Nó được chế biến từ gà nuôi thả vườn được nướng tay và không ướp bất cứ một gia vị gì; khi ăn được chấm với muối sả và ớt hoặc là món Gà nướng Măng Đen là một món ăn đặc sản của địa phương thị trấn Măng Đen,huyện Kon Plông tỉnh Kon Tum. Thịt được tẩm ướp gia vị từ một số loài rễ, lá, mật ong và cây rừng Kon Tum nên gà nướng mang hương vị đặc biệt. Khi thưởng thức nên chấm thêm muối tiêu hoặc muối hột lớn với ớt cay cay hay lá bét (một loại lá rừng). Món gà nướng cũng làm từ gà bản địa, độn vào bên trong con gà một nắm lá tiêu rừng, nướng trên bếp than hồng xoay tròn đến khi chín vàng.
Gà đốt là món ăn truyền thống của đồng bào Khmer vùng Bảy Núi, còn gọi là Thất Sơn thuộc hai huyện Tịnh Biên, Tri Tôn tỉnh An Giang. Với món gà đốt Ô Lâm của người Khmer Bảy Núi có lớp da vàng ướt mật, vị thơm lừng mùi đặc trưng gà của núi rừng hòa quyện với mùi lá xả nướng vàng và lá chúc thái sợi, gà đốt vẫn dùng kỹ thuật nướng làm chín, nhưng quy trình và gia vị tẩm ướp có nét độc đáo riêng, cách chọn gà ngon nhất là gà khoảng 1,5 kg và nhất định phải là gà thả vườn ở xứ Ô Lâm. Ngoài giống gà đặc thù, nhỏ con, chắc thịt, cách nuôi thả đi rong trên núi, đồi còn giúp cho gà vận động nhiều và hấp thụ được nhiều dưỡng chất đặc thù nên chất lượng thịt ngon, vị đậm đà.
Gà sau khi làm sạch, ướp gia vị sả, ớt, lá chúc, tỏi trong 30 phút. Sau đó, quét một ít dầu phủ lên phần da, cho vào nồi đã xếp lớp sả, lá chúc bên dưới, rồi đậy kín nắp, đốt từ 15-20 phút tùy trọng lượng gà, sau khi đốt xong, gà ánh lên màu vàng mật, thơm lừng mùi lá chúc và sả, màu vàng rượm của lớp da gà như càng nổi lên, bắt mắt hơn khi được tô điểm thêm màu xanh của lá chúc thái sợi thơm lừng mùi đặc trưng của chanh. Từng miếng gà thấm đều gia vị, sau khi được cắt nhỏ, như hòa quyện với gia vị đặc trưng. Về phương pháp, nướng, lúc đầu cho lửa lớn để làm áp bên ngoài để giữ nước ngọt bên trong con gà không thoát ra bên ngoài. Sau đó, bớt dần lửa cho gà thấm đều gia vị vào từng thớ thịt.